# Viola (Vorname)
Viola ist ein weiblicher Vorname.

## Herkunft und Bedeutung
Der Name Viola kommt aus dem Lateinischen und bedeutet „Veilchen“. Als Vorname wurde er durch die Hauptfigur in Shakespeares Komödie Was ihr wollt bekannt.

## Varianten
Der Name kommt in verschiedenen Formen in mehreren Sprachen vor, darunter:
| - englisch: Violet, Viola - französisch: Violette - italienisch: Viola, Violetta - deutsch: Viola, Violett - griechisch: Βιολέτα - isländisch: Fjóla - niederländisch: Viooltje | - portugiesisch: Viola, Violetta - rumänisch: Violeta - russisch: Viola, Violetta - spanisch: Violeta - ukrainisch: Violetta - ungarisch: Ibolya - polnisch: Wiola, Wioletta, Wioleta |

## Namensträgerinnen
- Viola Alvarez (* 1971), deutsche Schriftstellerin und Dramaturgin
- Viola Amherd (* 1962), Schweizer Politikerin
- Viola Bauer (* 1976), deutsche Skilangläuferin
- Viola von Bethusy-Huc (1927–2010), deutsche Politikwissenschaftlerin
- Viola von der Burg (* 1965), deutsche Schauspielerin
- Viola von Cramon-Taubadel (* 1970), deutsche Agrarökonomin, Politikerin und Mitglied des Bundestages
- Viola Dana (1897–1987), US-amerikanische Stummfilm-Schauspielerin
- Viola Davis (* 1965), US-amerikanische Schauspielerin
- Viola Drath (1920–2011), deutsch-amerikanische Autorin und Journalistin
- Viola Engelbrecht (* 1959), deutsche Jazzmusikerin, Chorleiterin und Komponistin
- Viola Falb (* 1980), österreichische Jazzmusikerin
- Viola Falkenberg (* 1961), deutsche Journalistin, Buchautorin und Dozentin
- Viola Goretzki (* 1956), deutsche Ruderin und Olympiasiegerin
- Viola Gregg Liuzzo (1925–1965), US-amerikanische Bürgerrechtlerin
- Viola König (* 1952), deutsche Ethnologin und Hochschullehrerin
- Viola Lawrence (1894–1973), US-amerikanische Filmeditorin
- Viola Meynell (1885–1956), englische Schriftstellerin
- Viola Mull (* 1966), deutsche Politikerin
- Viola Myers (* 1948), kanadische Leichtathletin und Olympiateilnehmerin
- Viola Odebrecht (* 1983), deutsche Fußballspielerin
- Viola Onwuliri (* 1956), Professorin für Biochemie und Politikerin
- Viola Paulitz (* 1967), deutsche Radrennfahrerin und dreifache Deutsche Straßen-Meisterin
- Viola Poley (* 1955), deutsche Ruderin, Weltmeisterin und Olympiasiegerin
- Viola Priesemann (* 1982), deutsche Physikerin, Politikberaterin und Hochschullehrerin
- Viola Raheb (* 1969), palästinensische Friedensaktivistin und Theologin
- Viola Roggenkamp (* 1948), deutsche Schriftstellerin
- Viola Sauer (* 1950), deutsche Schauspielerin und Synchronsprecherin
- Viola von Scarpatetti (* 1987), Schweizer Schauspielerin, Musikerin und Filmemacherin
- Viola Schmid (* 1960), deutsche Rechtswissenschaftlerin
- Viola Schöpe (* 1963), deutsche Künstlerin
- Viola Schweizer (* 1954), deutsche Schauspielerin
- Viola Smith (1912–2020), US-amerikanische Schlagzeugerin
- Viola Tami (* 1981), Schweizer Moderatorin
- Viola Elisabeth von Teschen (1290–1317), böhmische  und ungarische Königin
- Viola Valli (* 1972), italienische Langstreckenschwimmerin, Welt- und Europameisterin
- Viola Wahlen (1917–2018), deutsche Schauspielerin
- Viola Wedekind (* 1978), deutsche Schauspielerin und Synchronsprecherin
- Viola Weigel (* 1966), deutsche Kunsthistorikerin und Kuratorin
- Viola Gertrude Wells (1904–1984), US-amerikanische Blues-Sängerin
- Viola Wills (1939–2009), US-amerikanische Sängerin, Pianistin und Songautorin